# Fernbibliothek
Eine Fernbibliothek (auch Versandleihbücherei) ist eine Bibliothek, welche ihre Bücher ausschließlich per Versand verleiht bzw. entgeltlich vermietet. Die Fernbibliothek ist eine Sonderform der Magazinbibliothek.

## Zweck
Reine Fernbibliotheken schließen die Versorgungslücken, welche andere Bibliotheken offen lassen. Im Unterschied zu einer örtlichen Stadt- oder Universitäts-Bücherei ist das Zielpublikum geographisch gestreut.
Eine Fernbibliothek positioniert sich aus kommunikations-ökonomischen und wahrnehmungs-psychologischen Gründen nicht als Allerlei-, sondern als Sortiments-Bibliothek. Logistisch betrachtet sind die Bücher einer Fernbibliothek als Magazinbibliothek aufgestellt. Der Buchkatalog ist heutzutage in der Regel im Internet einsehbar.

## Funktionsweise
Etablierte Öffentliche Bibliotheken wie Stadt- oder Universitätsbibliotheken funktionieren teilweise auch als Fernbibliotheken im Nebenzweck. Die etablierten Bibliotheken leihen aber weiterhin die meisten Bücher an diejenige Kundschaft aus, welche die Bibliothek persönlich aufsucht. 
Durch die interbibliothekarische Fernleihe von Büchern funktionieren die etablierten Bibliotheken unter sich als eine Art von Fernbibliotheken.
Reine Fernbibliotheken gibt es nur wenige. Eine Fernbibliothek kann auch als Rück-Bibliothek funktionieren für ein Netz von örtlich präsenten Freihandbüchereien, für welche es sich nicht lohnt, für seltener gefragte Sachgebiete viele Bücher anzuschaffen. 
Reine Rück-Bibliotheken – back office libraries oder hidden libraries – ohne direkten Endkunden-Kontakt leihen auch ganze Teilbestände an Bibliotheken aus, welche nach einer gewissen Zeit durch einen anderen Teilbestand ausgetauscht werden. Andere Fernbibliotheken lagern ältere Buchbestände von verschiedenen Bibliotheken an einem zentralen Ort ein, wo etwa die Grundstückspreise und damit die Warenbestand-Kosten günstiger sind.
Neue Formen von Fernbibliotheken sind entstanden durch die Ausleihe von E-Books über das Internet, auch Onleihe genannt. Das elektronische Werkexemplars eines Buches kann vom Benutzer eine bestimmte Zeit auf dem eigenen Computer oder Reader angesehen werden.
Die erste Fernbibliothek mit dem Gattungsnamen in der Betriebsbezeichnung ist die 1987 in Rüti ZH gegründete Evangelische Fernbibliothek EFB, welche ausschließlich Medien aus der Kategorie Sachbücher für Erwachsene per Paketpost innerhalb der Schweiz vermietet.

## Nutzungsgründe
Ein Kunde bezahlt die Ausleihgebühr für eine Fernbibliothek meistens nur dann, wenn diese viel niedriger ist als der Preis für ein Buch im Buchladen. Deutliche Ausleihgründe sind, wenn etwa ein Buch im primären Buchmarkt vergriffen ist und im sekundären Buchmarkt (Antiquariate) nur selten oder teuer erhältlich ist. Eine Ausleih-Bestellung muss für den Endkunden trotz Rückversand-Kosten billiger sein als die Anschaffung.

## Betriebs-Ökonomie
Wie fast alle Bibliotheken sind die Fernbibliotheken wirtschaftlich nicht selbsttragend. Für Fernbibliotheken ist die Rechtsform des Vereins ideal. 
Ökonomisch gesehen machen Fernbibliotheken vor allem dann einen Sinn, wenn sie als Sachbibliotheken ausgestaltet sind, also mit Büchern von Fachleuten für das breite Publikum. Als Volksbüchereien ist die Fernbibliothek ungeeignet, weil die meisten Bibliotheken in Gemeinden, Schulen oder teilweise auch Kirchgemeinden schon als Volksbüchereien mit entsprechendem Angebot (auch Romane, Ton- und Bildträger) ausgestaltet sind und so das Buchangebot schon traditionell riesengroß ist. Zudem besteht für Bücher aus dem niedrigeren Preis-Segment ein starkes antiquarisches Buchangebot, das durch die Popularisierung des Internets massiv vermehrt wurde. Die Popularisierung macht auch die Fernbibliotheken wie andere Sach- und Fachbibliotheken zu guten Kunden der Buch-Antiquariate, da deren Angebote die Hocharbeitsteiligkeit unter den Fachbibliotheken begünstigen. Die Ökonomie zwingt bei der Buchbeschaffung zur Konzentration auf die Kernsammelgebiete.
Wie bei allen Bibliotheken können auch bei einer Fernbibliothek nicht alle Buch-Anschaffungs- und Aufbewahrungskosten auf den Kunden abgewälzt werden. Denn dadurch wären die Gebühren so hoch, dass niemand mehr ausleihen würde. Eine Fernbibliothek bewegt sich also in den normalen ökonomischen Sachzwängen aller öffentlichen Bibliotheken und bedarf einer externen Geldquelle.
Die Fernbibliothek als Bibliothekstypus hätte wahrscheinlich nur dann eine große Zukunft, wenn sich der Staat aus Finanzgründen aus dem Bibliothekswesen zurückziehen würde. Mit dem Instrument der Fernbibliothek könnte durch entsprechende Fach- und Interessensverbände wie auch Institute die bibliothekarische Grundversorgung außerhalb der staatlichen Lenkung weitgehend gewährleistet werden. Jedoch wäre dies nur durch großzügiges Mäzenatentum und Sponsoring möglich. Da jedoch das Bibliothekswesen zu den Kerngebieten des Bildungswesens gehört, ist der Rückzug des Staates als Geldgeber sehr unwahrscheinlich und wird politisch von niemandem verlangt.  
In vielen Ländern der Welt wäre eine Fernbibliothek der einzige funktionale Weg zu einer bibliothekarischen Grundversorgung in der Fläche, was jedoch in der Praxis an den schlecht funktionierenden Verteilsystemen (Post) scheitert. Die Zukunft der Fernbibliotheks-Idee für viele Länder muss größtenteils über das Medium Internet abgewickelt werden. 
Wie in allen Bibliotheken ist es die große Kunst, die richtigen Bücher auszuwählen, die Computer-Probleme zu lösen, die Rückgabedisziplin motivations-psychologisch sinnvoll anzugehen und die Logistik zu bewältigen. 
Eine Fernbibliothek kann nicht alle bedienen, sondern muss sich für ein bestimmtes Zielpublikum entscheiden. Im Unterschied zur traditionellen Bibliothek, die in der Stadt im Zentrum steht und dauernd wiedererkannt wird, muss eine Fernbibliothek um die Anerkennung kämpfen. Für eine Fernbibliothek mit bestimmten Fach-Sammelbereich kann dies bedeuten, nicht nur Ausleihkunden zu gewinnen, sondern auch das gesammelte Wissen auf andere Weise in die Gesellschaft zurück zu integrieren, z. B. durch das Redigieren von Zeitungsartikeln aus dem gesammelten Wissensgebiet, Reise-Vortragstätigkeit, Implementierung des Wissens in die Film- und Computerspiel-Industrie usw. Dadurch ist die Berufsrolle eines Fernbibliothekars besonders stark interdisziplinär ausgerichtet. Die Arbeit atmet mehr den Geist einer universitären Institutsbibliothek als der einer Buchausleihfabrik.
Durch die schnelle Informations-Verfügbarkeit in der postmodernen Gesellschaft ist der traditionelle Buchhandel wirtschaftlich unter Druck, bei den Fernbibliotheken gerät die Bücher-Rückgabe-Disziplin unter Druck.

## Virtuelle Bibliotheken
Durch die moderne Computertechnik besteht die rationelle Möglichkeit, Fernbibliotheken als Virtuelle Bibliotheken auszugestalten. Eine Organisation mit Katalog tritt nach außen als Fernbibliothek auf, die Bücher werden physisch aber von unterschiedlichen Bibliotheken an verschiedenen Standorten vor dem Versand an den Kunden an einem Versandort zusammengeführt oder direkt ausgeliefert.
Die Buchausleihe über nationale Grenzen wird heute aus fachlicher bibliothekarischer Sicht wie aus der Sicht der Wissensdisziplinen nicht bestritten. Die Arbeitsteilung unter den Bibliotheken ist ein Ausdruck der Arbeitsteilung im Bildungswesen und der Gesellschaft generell. Problemfelder sind derzeit die Spannungsfelder juristischer Art, da das Ausleihen von Büchern über nationale Grenzen hinweg von unterschiedlichen Urheberrechts-Gesetzgebungen und Rechtsempfindungskulturen berührt wird.
Die Zukunft der Fernbibliotheken besteht im Digitalisieren von Buchbeständen, die über Datenträger (z. B. DVD) oder online (z. B. über Internet) an die Benutzer gelangt. Die Kosten der Digitalisierung sind eine starke Belastung für die Finanzen der Bibliothek. Ein Hauptproblem ist das Urheberrecht, das ein Kopieren und Einspeisen erst 70 Jahre nach dem Tod der Urheber vorsieht. Immerhin kann es langfristig billiger sein, die Bestände elektronisch aufzubewahren, da die Trägerschaften oft nicht in der Lage sind, immer mehr Geld für stetig steigende Raumkosten einzubringen, auch dann nicht, wenn die für Magazinbibliotheken typische Rationalität der Aufbewahrungs-Komprimierung voll ausgeschöpft wird. 
Da die Bücher in einem Verlagsarchiv schon elektronisch vorliegen (z. B. als PDF-Datei), ist es naheliegend, dass die Verlage selber ein Teil der längerfristigen Bibliotheks-Funktion im Sinne der Kulturgüterschutz-Idee ausüben, da sie so auch die Kontrolle über die von ihnen herausgebrachten Werke über die Generationen hinweg bewahren können. Die Verlage können dies auch an externe Verlags-Bibliotheken delegieren, die von den Verlagen selber getragen sind. Diese Verlags-Bibliotheken können auch die elektronischen Kopien der Bücher der inzwischen nicht mehr bestehenden Verlage zuhanden der Nachwelt sichern und sie bis zum Erlöschen der Urheberrechte unter Verschluss halten. Der Betrieb einer externen Verlagsbibliothek verlangt nach einer Umsetzung von zertifizierbaren Qualitätssicherungs-Mechanismen. Bis zum Erlöschen der Urheberrechte der gesammelten Werke hat die Verlagsbibliothek die Funktion einer Archiv-Bibliothek. Nach dem Erlöschen der Urheberrechte wandelt sich die Verlagsbibliothek von der Archivbibliothek zur Fernbibliothek, indem die Buchdateien über Internet angeboten werden, sei es entgeltlich oder unentgeltlich. Da diese Aufgabe generationen-übergreifend ist, liegt es nahe, die Funktion einer Verlags-Fernbibliothek juristisch als Stiftung zu organisieren.
Durch die rasche Verbreitungs-Zunahme des E-Book wird auch die Archivierungsfunktion zuhanden der nächsten Generation viel einfacher.